# Rösle
Die Rösle Group GmbH (Eigenschreibweise: RÖSLE GROUP) ist eine Unternehmensgruppe der Metallverarbeitung mit Hauptsitz in Marktoberdorf im Ostallgäu. Sie besteht aus den beiden am selben Ort angesiedelten Tochterunternehmen Rösle GmbH & Co. KG, Hersteller und Vertreiber von Küchenwerkzeugen aus Edelstahl und Grillgeräten und Grömo GmbH & Co. KG, Hersteller und Vertreiber von Dachentwässerungszubehör sowie aus der Frank Bauelemente GmbH & Co. KG, Rutesheim und der UTM Dienstleistungen GmbH & Co. KG, Marktoberdorf. Die Rösle Group GmbH beschäftigt insgesamt etwa 250 Mitarbeiter und erzielt einen Jahresumsatz von über 100 Millionen Euro.

## Geschichte
Das Ursprungsunternehmen wurde 1888 von dem aus Schwabmünchen bei Augsburg stammenden Spenglermeister Karl Theodor Rösle im damals noch Oberdorf heißenden Marktort im Voralpenland als kleiner Spenglereibetrieb gegründet. Auf diesen ursprünglichen Geschäftszweig geht die heutige Grömo zurück.
Bereits im Jahr 1903 wurde der Betrieb um die Herstellung von Kochgeschirr, damals zuerst noch in Email, erweitert. Nach dem Tod von Karl Theodor Rösle im Jahre 1907 übernahmen seine beiden Söhne Karl und Georg die Leitung der nunmehrigen „Gebrüder Rösle KG“ (Grömo ist ein Akronym für „Gebrüder Rösle Markt Oberdorf“). Die Gebrüder-Rösle-Straße in Marktoberdorf ist nach ihnen benannt.
In den folgenden Jahren wurden verchromte und aus Messing hergestellte Küchenartikel weiterentwickelt. Als nächster Schritt folgten in den 1930er Jahren die ersten rostfreien Küchengeräte und Bestecke bei Rösle. Das Programm von Haushalts- und Hotelgeräten wurde nach dem Zweiten Weltkrieg ausgebaut, und rostfreier Edelstahl 18/10 das Standardmaterial für das zunächst auf die professionelle Gastronomie ausgerichtete Rösle-Sortiment. Nach und nach wurde das Programm auch in den Bereich der halbprofessionellen Haushaltsküchenwerkzeuge weiterentwickelt.

## Die Unternehmen heute
Die Rösle Group GmbH ging aus der am  30. Dezember 2021 gelöschten Metallwarenfabrik Marktoberdorf GmbH & Co. KG und der Rösle Verwaltungs GmbH hervor.

### Rösle GmbH & Co. KG

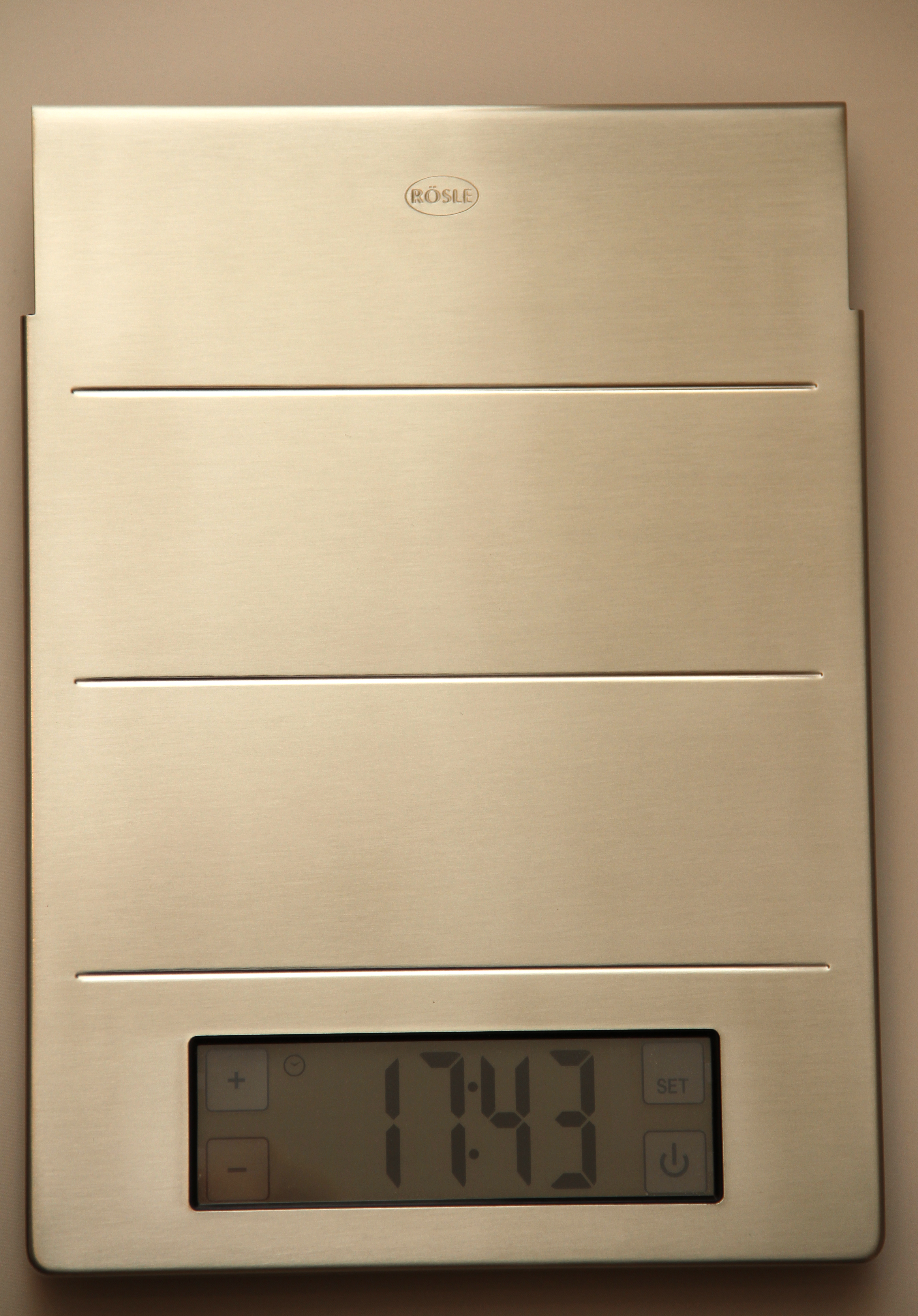
Küchenwaage von Rösle

Die Rösle GmbH & Co. KG, vormals Rösle Metallwarenfabrik GmbH & Co. KG, ist ein Anbieter von Küchenhelfern, Kochgeschirr, Schneidwerkzeugen und Grillgeräten. Weithin bekannt wurde Rösle in den 1990ern durch das Konzept „Offene Küche“. Neuere Innovationen sind der Weißwurstheber, der mit dem Designpreis der Bundesrepublik Deutschland in Silber ausgezeichnete faltbare Seiher, die Knoblauchpresse und die Kochgeschirrserie „Silence“. Seit dem Jahr 2012 ist Rösle im Geschäftsfeld Grillen/BBQ aktiv und bietet Kugelgrills sowie Grillzubehör an. Seit 2017 ist das Unternehmen Vollsortimentanbieter. Das Angebot reicht heute von Kochgeschirr über Küchenhelfer bis zum professionellen BBQ-Grill.
Der Vertrieb der derzeit etwa 800 verschiedenen Rösle-Produkte erfolgt in über 30 Länder weltweit. Die Produkte haben weit über 100 Designpreise erhalten, darunter mehrfach den Red Dot Design Award, die Auszeichnung Design Plus der Fachmesse Ambiente und den iF Design Award des iF Industrie Forum Design Hannover. Die Initiative „Deutsche Standards“ zählt Rösle zu den Marken des Jahrhunderts.
Die US-Tochter Rösle USA Corp. hat ihren Sitz in New Castle im Bundesstaat Delaware. Die Niederlassung Rösle Asia ist in Hongkong angesiedelt. Rösle France – La Bourguignonne sitzt in Marcigny (Burgund). Vom Hauptsitz in Marktoberdorf aus werden Entwicklung, Qualitätsmanagement, Vertrieb und Marketing gesteuert und gelenkt. Die Produktion wird seit 2008 nicht mehr am Unternehmenssitz in Marktoberdorf, sondern weltweit von Auftragsfertigern ausgeführt.

### Grömo GmbH & Co. KG

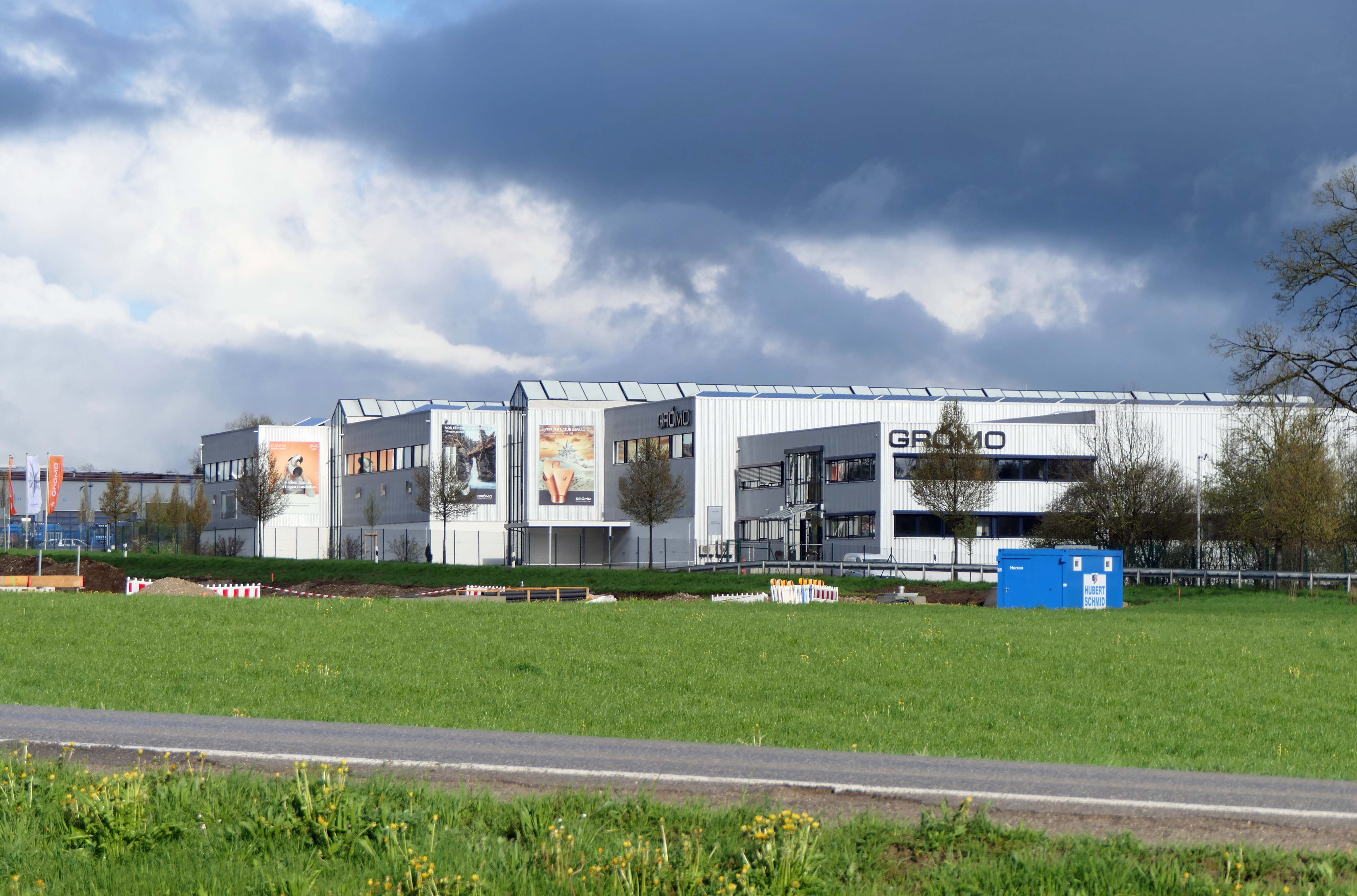
Fa. GRÖMO in Marktoberdorf

Die aus den gleichen Wurzeln entstandene und bis 2002 unter dem Firmendach der Rösle Metallwarenfabrik GmbH & Co. KG angesiedelte Firma Grömo produziert Verbindungsteile für Dachrinnen und Regenfallrohre aus verschiedenen Metallen wie Edelstahl, Zink, Kupfer, Stahl und Aluminium. Sie war 2001 in ihrem Geschäftsfeld deutschland- und europaweiter Marktführer. Grömo ist ein Tochterunternehmen der Rösle Group GmbH. Das Unternehmen stellt über 3000 verschiedene Artikel her. Die Verwaltung und die gesamte Produktion sind an diesem Standort konzentriert. Weitere Unternehmenszweige sind die Firma Frank Bauelemente GmbH & Co. KG in Leonberg bei Stuttgart sowie seit 2016 die Grömo Metallsysteme GmbH & Co. KG mit Produktionsstandort in Hagen am Teutoburger Wald. Der Verkauf von jährlich mehreren Millionen Teilen erfolgt über den Fachgroßhandel und Vertriebspartner in über 20 Ländern. Grömo wurde für unterschiedliche Produkte mehrfach ausgezeichnet, 2016 etwa mit dem German Brand Award und dem German Design Award des Rates für Formgebung.

## Sonstiges
Als weithin sichtbares Wahrzeichen stand seit 27. Januar 2006 der weltweit größte Kochlöffel auf dem Firmengelände in Marktoberdorf. Die Anfertigung des Draht-Kochlöffels aus reinem Edelstahl mit einer Höhe von 10,01 Metern und einem Gewicht von zwei Tonnen hat einen Eintrag im Guinness-Buch der Rekorde. Seit dem 4. Juni 2008 steht der größte Kochlöffel der Welt am Ortseingang von Marktoberdorf und ist Wahrzeichen der Stadt.